# Đại tướng (Liên Xô)
Đại tướng lục quân (tiếng Nga: генерал армии, general armii), tài liệu tiếng Việt thường gọi tắt là Đại tướng, là một cấp bậc cao cấp trong Quân đội Liên Xô, được thành lập lần đầu tiên vào tháng 6 năm 1940 với tư cách là tướng lĩnh cấp cao của Hồng Quân, chỉ sau cấp bậc Nguyên soái Liên Xô. Trong 51 năm sau đó, đã có 133 quân nhân Liên Xô được Đại tướng, trong đó có 32 người về sau được thăng cấp bậc Nguyên soái Liên Xô. Sau khi Liên Xô tan rã, Liên bang Nga đã kế thừa cấp bậc Đại tướng trong hệ thống quân hàm của mình.

## Lược sử

### Hình thành
Trong lịch sử quân sự Đế quốc Nga, cấp bậc đại tướng lục quân (генерал армии) chưa từng được thành lập dù có những cấp bậc được xem là tương đương như генерал от инфантерии (1722-1763, 1796-1917), генерал от кавалерии (1722-1763, 1796-1917), генерал-фельдцейхмейстер (1722-1796), генерал-аншеф (1763—1796), генерал от артиллерии (1796-1917), инженер-генерал (1796-1917). Năm 1935, chế độ quân hàm trong Hồng Quân được thành lập. Cấp bậc Tư lệnh Tập đoàn quân bậc 1 được xếp là cấp bậc quân sự cao cấp trong Hồng quân, chỉ sau cấp bậc Nguyên soái, được phong cho các quân nhân chỉ huy biên chế trên cấp tập đoàn quân. Đây được xem là tiền thân của 
cấp bậc Đại tướng sau này.
Ngày 7 tháng 5 năm 1940, Đoàn Chủ tịch Xô viết Tối cao Liên Xô ra sắc lệnh thành lập hệ thống quân hàm mới trong Hồng quân và Hải quân Liên Xô. Theo đó, cấp bậc Đại tướng được thành lập. Ba quân nhân đầu tiên thụ phong cấp bậc này là Quân đoàn trưởng Georgy Zhukov (vượt cấp), các Tư lệnh Tập đoàn quân bậc 2 Kirill Meretskov và Ivan Tyulenev. Trước chiến tranh, thêm 2 quân nhân được thăng cấp từ Thượng tướng lên Đại tướng là Tư lệnh Quân khu Viễn Đông Iosif Apanasenko và Tư lệnh Quân khu đặc biệt miền Tây Dmitry Pavlov.

### TrongChiến tranh Vệ quốc vĩ đại
Cũng giống như cấp bậc Nguyên soái Liên Xô, quân hàm Đại tướng không được phong thăng thêm cho quân nhân nào cho đến tháng 1 năm 1943, khi Tổng tham mưu trưởng, Thượng tướng Aleksandr Vasilevsky được thăng cấp Đại tướng với cấp hiệu mới. Từ đó cho đến hết chiến tranh, cấp bậc Đại tướng được trao cho 18 chỉ huy quân sự khác. Mười đại tướng được phong trong Chiến tranh Vệ quốc vĩ đại về sau được thăng lên bậc Nguyên soái Liên Xô (6 trong số đó được thăng ngay trong chiến tranh). Trong số các đại tướng còn lại, nổi bật nhất có Nikolay Vatutin và Ivan Chernyakhovsky, là các tư lệnh phương diện quân trẻ, cũng như lãnh đạo Bộ Tổng tham mưu, Aleksey Antonov.
Trong Chiến tranh Vệ quốc vĩ đại, các đại tướng thường chỉ huy cấp phương diện quân. Như Georgy Zhukov trong một thời gian ngắn là Tư lệnh Phương diện quân Tây; Iosif Apanasenko và Kirill Meretskov cũng từng giữ các chức vụ Phó tư lệnh phương diện quân (Voronezh và Tây) trong một thời gian ngắn. Meretskov còn giữ chức Tư lệnh của các Tập đoàn quân số 7, số 4 và số 33, đều thuộc Phương diện quân Tây.
Trong thời kỳ cuối của cuộc chiến, hầu hết các đại tướng đều giữ chức vụ Phó tư lệnh phương diện quân, trừ một số ngoại lệ là Ivan Petrov giữ chức Tham mưu trưởng Phương diện quân Ukraina 1, cũng như Andrey Yeryomenko và Maksim Purkayev, đều là các tư lệnh phương diện quân.
Ngoài ra, khi hệ thống cấp bậc riêng của các sĩ quan chính trị và lực lượng an ninh nhà nước bị bãi bỏ (lần lượt vào các năm 1942 và 1945), các cán bộ cao cấp trong 2 hệ thống này cũng được chuyển đổi sang cấp bậc quân sự. Năm 1944, Thượng tướng Nikolay Bulganin, Ủy viên Hội đồng Quân sự Phương diện quân Belorussia 1, trở thành vị tướng chính trị đầu tiên được phong quân hàm Đại tướng. Tháng 7 năm 1945, Ủy viên nhân dân An ninh Nhà nước Liên Xô (tương đương Bộ trưởng An ninh) Ủy viên An ninh nhà nước bậc 1 Vsevolod Merkulov được đồng hóa sang cấp bậc Đại tướng.

### Sau chiến tranh
Kể từ khi thành lập đến năm 1949, đã có 30 cá nhân được phong quân hàm Đại tướng. Sau chiến tranh, cấp bậc Đại tướng thường được trao cho các sĩ quan cao cấp của Bộ Quốc phòng và Bộ Tổng tham mưu, và cũng như cho các chỉ huy quân khu có công trạng to lớn. Từ những năm 1970, nó cũng có thể được trao cho những người đứng đầu KGB và Bộ Nội vụ. Cụ thể đối với các chức vụ như sau:
- Thứ trưởng Bộ Quốc phòng Liên Xô
- Lãnh đạo Tổng cục chính trị Quân đội và Hải quân Liên Xô
- Tổng cục trưởng Tổng cục Tình báo - Phó Tổng Tham mưu trưởng Lực lượng Vũ trang Liên Xô
- Chủ tịch KGB Liên Xô (không phải trong mọi trường hợp)
- Phó chủ tịch thứ nhất KGB Liên Xô (không phải trong mọi trường hợp)
- Bộ trưởng Nội vụ Liên Xô (không phải trong mọi trường hợp)
- Tổng cục trưởng Tổng cục Biên phòng KGB Liên Xô (không phải trong mọi trường hợp)
- Tổng cục trưởng Tổng cục An ninh Bộ Nội vụ Liên Xô (không phải trong mọi trường hợp)
- Tư lệnh Quân khu

Trong số các đại tướng thụ phong sau này, nổi bật có Issa Pliyev (người đóng vai trò quan trọng trong Khủng hoảng tên lửa Cuba) và Yuri Andropov (lãnh đạo KGB, sau trở thành lãnh đạo Liên Xô).
Do việc mở rộng phạm vi cá nhân được phong cấp, số lượng đại tướng gia tăng đáng kể trong thời bình: nếu như trong giai đoạn 1950-1969 chỉ có 39 người thụ phong cấp Đại tướng, thì từ năm 1970 đến năm 1991 đã là 64. Từ năm 1967 đến khi Liên Xô tan rã năm 1991, năm nào cũng có đại tướng được phong. Tuổi trung bình của các đại tướng cũng tăng nhẹ (tính theo thời điểm thụ phong) - từ 57 tuổi (1950-1960) lên 59 tuổi (1970-1980).

## So sánh tương đương
Về đối ngoại, cấp bậc Đại tướng Liên Xô tương đương với cấp OF-9 trong bản so sánh cấp bậc của NATO và tương đương với cấp bậc General trong quân đội Anh và Hoa Kỳ.
Trong lực lượng Hải quân Liên Xô, cấp bậc hải quân tương ứng là Đô đốc hạm đội, được sử dụng trong cả Hải quân Liên Xô và về sau là Hải quân Nga, mặc dù hiếm khi được phong hàm. Tuy nhiên, trong giai đoạn 1945-1962, trong Hải quân Liên Xô không tồn tại cấp bậc tương ứng với cấp Đại tướng.
Trong lịch sử quân sự Liên Xô, từng tồn tại các cấp bậc Nguyên soái binh chủng, được xem là tương đương với cấp Đại tướng. Ngoài ra, cấp bậc Chánh nguyên soái binh chủng được xem là cao hơn Nguyên soái binh chủng, nên vẫn xem như là cao hơn cấp Đại tướng, nhưng vẫn xếp dưới cấp Nguyên soái Liên Xô.
| Xếp hạng cấp bậc                                   |                                            |                                                          |                                                                |
| Cấp bậc thấp hơn: Thượng tướng (Генера́л-полко́вник) | Đại tướng lục quân (Генера́л а́рмии)         | Đại tướng lục quân (Генера́л а́рмии)                       | Cấp bậc cao hơn: Nguyên soái Liên Xô (Ма́ршал Сове́тского Сою́за) |
| Cấp bậc thấp hơn: Thượng tướng (Генера́л-полко́вник) | Nguyên soái binh chủng (Ма́ршал ро́да войск) | Chánh nguyên soái binh chủng (Гла́вный ма́ршал ро́да войск) | Cấp bậc cao hơn: Nguyên soái Liên Xô (Ма́ршал Сове́тского Сою́за) |

## Cấp hiệu
Cấp hiệu Đại tướng được thành lập lần đầu tiên theo Quyết định số 212 ngày 13 tháng 7 năm 1940 của Dân ủy Quốc phòng Liên Xô, gồm 5 ngôi sao nhỏ mạ vàng trên nền đỏ viền vàng thêu trên ve cổ áo (petlitsy); trên tay áo có thêu một ngôi sao vàng lớn viền đỏ và một phù hiệu chevron vàng rộng 32 mm viền đỏ, với phần viền đỏ bên trên rộng 10 mm.

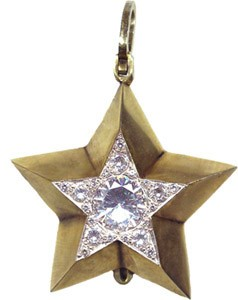
Ngôi sao nguyên soái nhỏ, phụ kiện trang sức cho các đại tướng Liên Xô 1972-1991.

Từ tháng 1 năm 1943, cấp hiệu Đại tướng chuyển sang dạng 4 ngôi sao 22 mm đeo trên cầu vai. Mặc dù các cấp bậc nguyên soái binh chủng được xem là tương đương với cấp bậc đại tướng và đô đốc hạm đội, nhưng cấp hiệu có sự phân biệt rõ ràng. Bên cạnh đó, các nguyên soái binh chủng cũng được quyền sử dụng ngôi sao nguyên soái loại nhỏ. Năm 1945, cấp bậc Đô đốc hạm đội được nâng lên tương đương cấp Nguyên soái Liên Xô. Cấp hiệu Đô đốc hạm đội cũng được thay đổi giống cấp hiệu Nguyên soái Liên Xô và ngôi sao nguyên soái loại lớn cũng được bổ sung vào lễ phục của Đô đốc hạm đội. Tháng 3 năm 1955, cấp bậc Đô đốc hạm đội được chính thức chuyển thành cấp bậc Đô đốc Hải quân Liên bang Xô viết.
Năm 1962, cấp bậc Đô đốc hạm đội được tái lập với vị trí tương đương cấp Đại tướng. Tuy vẫn mang cấp hiệu 4 sao, các Đô đốc hạm đội vẫn được quyền sử dụng sao nguyên soái loại nhỏ. Mãi đến năm 1972, các đại tướng mới được trang sức với sao nguyên soái nhỏ, tương tự như các cấp bậc nguyên soái binh chủng và đô đốc hạm đội. Đến năm 1974, cấp hiệu đại tướng và đô đốc hạm đội được thay đổi từ bốn ngôi sao 22 mm thành một ngôi sao 40 mm duy nhất, gần tương tự cấp hiệu của các nguyên soái binh chủng. Thay đổi này chính thức khắc phục sự bất bình đẳng giữa đại tướng và đô đốc hạm đội với các nguyên soái binh chủng, vốn ngang nhau về địa vị.
Các phiên bản cấp hiệu đại tướng Liên Xô
| Звание   | Hồng Quân                               | Hồng Quân                               | Hồng Quân                               | Hồng Quân                                  | Hồng Quân                                  | Lục quân Liên Xô / Lực lượng vũ trang Liên Xô | Lục quân Liên Xô / Lực lượng vũ trang Liên Xô | Lục quân Liên Xô / Lực lượng vũ trang Liên Xô | Lục quân Liên Xô / Lực lượng vũ trang Liên Xô |
| -------- | --------------------------------------- | --------------------------------------- | --------------------------------------- | ------------------------------------------ | ------------------------------------------ | --------------------------------------------- | --------------------------------------------- | --------------------------------------------- | --------------------------------------------- |
| Cấp hiệu |                                         |                                         |                                         |                                            |                                            |                                               |                                               |                                               |                                               |
|          | Tư lệnh Tập đoàn quân bậc 1 (1935—1940) | Tư lệnh Tập đoàn quân bậc 1 (1935—1940) | Tư lệnh Tập đoàn quân bậc 1 (1935—1940) | cấp hiệu quân phục thường ngày (1940—1943) | cấp hiệu quân phục thường ngày (1940—1943) | cấp hiệu thường ngày (1943—1955)              | ... lễ phục (1943—1955)                       | ... lễ phục (1955—1974)                       | ... lễ phục (1974—1991)                       |

## Danh sách các đại tướng Liên Xô
Trong lịch sử tồn tại 1940-1991, có cả thảy 133 cá nhân từng được phong hàm Đại tướng. Hầu hết đều trải qua các chức vụ chỉ huy tiền phương, tuy nhiên cũng có một số lượng đáng kể làm công tác hậu phương.
Trong số này, 133 đại tướng từng thụ phong, 31 người sau đó được thăng lên hàm Nguyên soái Liên Xô, và một người - Vladimir Tolubko - được chuyển đổi sang hàm Chánh nguyên soái Pháo binh. 
- Đại tướng trẻ nhất là Ivan Chernyakhovsky, nhận quân hàm khi còn những 3 ngày nữa mới đến sinh nhật lần thứ 38 của mình.
- Đại tướng lớn tuổi nhất tại thời điểm thụ phong là Phó giám đốc KGB Georgy Tsinev, khi đã 71 tuổi.
- Đại tướng giữ cấp bậc lâu nhất là Ivan Tyulenev với 38 năm. Ông được phong quân hàm Đại tướng đợt đầu tiên vào năm 1940 và giữ nguyên quân hàm này cho đến khi qua đời vào năm 1978.
- Đại tướng giữ cấp bậc ngắn nhất là Vladimir Kolpakchi. Ông được phong hàm Đại tướng ngày 5 tháng 5 năm 1961 và qua đời chỉ 12 ngày sau đó.

Ngày 18 tháng 1 năm 1943, Tổng tham mưu trưởng, Thượng tướng Aleksandr Vasilevsky được thăng lên cấp Đại tướng. Chỉ 29 ngày sau, ngày 16 tháng 2 năm 1943, ông được thăng lên hàm Nguyên soái Liên Xô.

## Lực lượng vũ trang Nga
Lực lượng Vũ trang Liên bang Nga đương đại kế thừa cấp bậc Đại tướng từ Quân đội Liên Xô. Các cấp bậc nguyên soái binh chủng đã bị bãi bỏ, và các tướng lĩnh cao cấp nhất của các binh chủng đều chuyển sang mang quân hàm đại tướng. Cấp bậc quân sự cao nhất của Liên bang Nga là quân hàm Nguyên soái Liên bang Nga, không phân biệt quân chủng.
Từ năm 1994 đến 1997, cấp hiệu quân hàm đại tướng lục quân và đô đốc hạm đội đều có dạng 1 ngôi sao lớn 40 mm. Tuy nhiên, hình dạng cấp hiệu đại tướng tương tự cấp bậc nguyên soái nên rất dễ gây nhầm lẫn. Năm 1997, cấp hiệu đại tướng lục quân và đô đốc hạm đội Nga trở lại dùng 4 sao 22 mm, từ đó khác biệt hoàn toàn cấp bậc nguyên soái.
Sau khi cựu Bộ trưởng Quốc phòng Nga, Nguyên soái I.D. Sergeyev qua đời, cho đến thời điểm hiện tại (2020) vẫn chưa có quân nhân nào được phong quân hàm Nguyên soái. Năm 2013, cấp hiệu đại tướng lại được thay đổi, trở lại sử dụng một ngôi sao lớn 40 mm duy nhất. Hiện tại, đây là cấp bậc quân sự cao nhất trên thực tế tại Nga.